# آمازون سرزرد
آمازون سرزرد (نام علمی: Amazona oratrix) نام یک گونه از سرده طوطی آمازون است.